# Чемпіонат Росії з футболу серед жінок
Чемпіонат Росії з футболу серед жіночих команд (рос. Чемпионат России по футболу среди женщин) — щорічне змагання для  російських жіночих футбольних клубів. Проводиться з 1992 року. У 1990 і 1991 роках проводився чемпіонат СРСР.

## Формат
У турнірі беруть участь 8 команд. Спочатку змагання проводилося в два кола, кожна команда грала одна з одною двічі, по одному разу вдома та на виїзді. З 2010 року команди зустрічаються одна з одною чотири разу, двічі — вдома та двічі — на виїзді. Оскільки Росія в Таблиці коефіцієнтів УЄФА входить до Топ-8 Європейських чемпіонатів, вона має право делегувати дві команди до кваліфікації жіночої Ліги чемпіонів. Найгірша команда за підсумками сезону вилітає до Першого дивізіону жіночого чемпіонату Росії. У сезоні 2011/12 років вперше чемпіонат тривав під час зимового місяця. Вісім команд зустрілися одна з одною по чотири рази, загалом же вони провели 28 матчів.
Переможець чемпіонату визначається за такими показниками: найбільша кількість набраних очок та найбільша кількість зіграних матчів. Якщо ж показники є рівними, то переможця визначають в очних протистояннях команд-суперниць у такому порядку: набрані очки, перемоги, різниця забитих та пропущених м'ячів, забиті м'ячі, забиті м'ячі на виїзді, якщо ж показники рівні, тоді враховуються показники в усіх зіграних матчах: різниця забитих та пропущених м'ячів, забиті м'ячі, забиті м'ячі на виїзді та найкращі показники fair-play. Якщо й у такому разі переможця не виявлено — чемпіонат визначає сліпий жереб. Єдиним винятком є ситуація, за якою набрана однакова кількість очок команд, які борються за чемпіонство, в такому разі переможця визначають в очному протистоянні.
У сезоні 2012/13 років по завершенні регулярної частини чемпіонату проводилося чемпіонатське плей-оф та змагання за право збереження місця у Вищому дивізіоні. Після 14 зіграних матчів, 4 топ-команди та 4 найгірші клуби зіграли один з одним ще по 2 матчі. Переможець чемпіонського раунду вважався чемпіоном Росії.
У 2013 році чемпіонат повернувся до весняно-осіннього формату. Розподіл на групи не проводився. У 2014 році по завершенні регулярної частини чемпіонату знову повернулося чемпіонське плей-оф. Набрані очки в обох раундах сумувалися. 

## Призери
| Сезон   | Чемпіон                   | Віце-чемпіон                   | Бронзовий призер        | Бомбардир                               | Голів |
| ------- | ------------------------- | ------------------------------ | ----------------------- | --------------------------------------- | ----- |
| 1992    | Інтеррос (Москва)         | ЦСК ВВС (Самара)               | СКІФ (Малаховка)        | Лариса Савіна                           | 23    |
| 1993    | ЦСК ВВС (Самара)          | Русь (Москва)                  | СКІФ (Малаховка)        | Лариса Савіна                           | 19    |
| 1994    | ЦСК ВВС (Самара)          | Енергія (Воронеж)              | Калужанка (Калуга)      | Надія Босікова                          | 31    |
| 1995    | Енергія (Воронеж)         | ЦСК ВВС (Самара)               | Сибірячка (Красноярськ) | Надія Босікова                          | 34    |
| 1996    | ЦСК ВВС (Самара)          | Енергія (Воронеж)              | Лада (Тольятті)         | Надія Босікова                          | 39    |
| 1997    | Енергія (Воронеж)         | ЦСК ВВС (Самара)               | ВДВ (Рязань)            | Надія Босікова                          | 21    |
| 1998    | Енергія (Воронеж)         | ЦСК ВВС (Самара)               | ВДВ (Рязань)            | Надія Босікова                          | 19    |
| 1999    | ВДВ (Рязань)              | Енергія (Воронеж)              | ЦСК ВВС (Самара)        |                                         | Гол   |
| 2000    | Рязань ТНК                | Енергія XXI століття (Воронеж) | ЦСК ВВС (Самара)        | Надія Босікова та Ольга Летюшова        | 30    |
| 2001    | ЦСК ВВС (Самара)          | Енергія XXI століття (Воронеж) | Рязань ТНК              | Ольга Летюшова                          | 38    |
| 2002    | Енергія (Воронеж)         | Лада (Тольятті)                | Рязань ТНК              | Наталія Барбашина                       | 29    |
| 2003    | Енергія (Воронеж)         | Лада (Тольятті)                | ЦСК ВВС (Самара)        | Наталія Барбашина                       | 21    |
| 2004    | Лада (Тольятті)           | Росіянка (Красноармійськ)      | Енергія (Воронеж)       | Ольга Летюшова                          | 18    |
| 2005    | Росіянка (Красноармійськ) | Лада (Тольятті)                | Надія (Ногінськ)        | Ольга Летюшова                          | 27    |
| 2006    | Росіянка (Красноармійськ) | Спартак (Москва)               | Надія (Ногінськ)        | Ольга Летюшова                          | 34    |
| 2007    | Зірка-2005 (Перм)         | Росіянка (Красноармійськ)      | Надія (Ногінськ)        | Ольга Летюшова                          | 19    |
| 2008    | Зірка-2005 (Перм)         | Росіянка (Красноармійськ)      | СКА-Ростов-на-Дону      | Емуедже Огбіагбева                      | 16    |
| 2009    | Зірка-2005 (Перм)         | Росіянка (Красноармійськ)      | Енергія (Воронеж)       | Апанащенко                              | 12    |
| 2010    | Росіянка (Красноармійськ) | Енергія (Воронеж)              | Зірка-2005 (Перм)       | Емуедже Огбіагбева                      | 23    |
| 2011/12 | Росіянка (Красноармійськ) | Зоркий (Красногорськ)          | Енергія (Воронеж)       | Емуедже Огбіагбева                      | 15    |
| 2012/13 | Зоркий (Красногорськ)     | Росіянка (Красноармійськ)      | Рязань-ВДВ              | Олеся Курочкіна                         | 16    |
| 2013    | Рязань-ВДВ                | Зірка-2005 (Перм)              | Зоркий (Красногорськ)   | Олена Данилова                          | 17    |
| 2014    | Зірка-2005 (Перм)         | Зоркий (Красногорськ)          | Рязань-ВДВ              | Апанащенко                              | 8     |
| 2015    | Зірка-2005 (Перм)         | Росіянка (Хімки)               | Зоркий (Красногорськ)   | Апанащенко                              | 12    |
| 2016    | Росіянка (Хімки)          | Зірка-2005 (Перм)              | Рязань-ВДВ              | Маргарита Черномирдіна та Надія Карпова | 8     |
| 2017    | Зірка-2005 (Перм)         | Рязань-ВДВ                     | Чертаново (Москва)      | Олена Данилова                          | 11    |
| 2018    | Рязань-ВДВ                | Чертаново (Москва)             | Зірка-2005 (Перм)       | Олена Данилова                          | 11    |
| 2019    | ЦСКА (Москва)             | Локомотив (Москва)             | Кубаночка (Краснодар)   | Неллы Коровкіна                         | 20    |
| 2020    | ЦСКА (Москва)             | Локомотив (Москва)             | Зірка-2005 (Перм)       | Олеся Курочкіна                         | 9     |

## Підсумкова таблиця призерів
| Команда                                     |   |   |   | Загалом |
| ------------------------------------------- | - | - | - | ------- |
| Зірка-2005 (Перм)                           | 6 | 2 | 3 | 11      |
| Енергія (Воронеж)                           | 5 | 6 | 3 | 14      |
| Росіянка (Хімки)                            | 5 | 6 | 0 | 11      |
| ЦСК ВПС (Самара)                            | 4 | 4 | 3 | 11      |
| Рязань-ВДВ                                  | 4 | 1 | 7 | 12      |
| Лада (Тольятті)                             | 1 | 3 | 1 | 5       |
| Зоркий (Красногорськ)                       | 1 | 2 | 2 | 5       |
| Інтеррос (Москва)                           | 1 | 0 | 0 | 1       |
| Чертаново (Москва)/СКІФ (Малаховка)         | 0 | 1 | 3 | 4       |
| Локомотив (Москва)                          | 0 | 2 | 0 | 2       |
| Спартак (Москва)                            | 0 | 1 | 0 | 1       |
| Русь (Москва)                               | 0 | 1 | 0 | 1       |
| Чертаново (Москва), раніше СКІФ (Малаховка) | 0 | 0 | 3 | 3       |
| Надія (Ногінськ)                            | 0 | 0 | 3 | 3       |
| Кубаночка (Краснодар)                       | 0 | 0 | 1 | 1       |
| СКА-Ростов-на-Дону                          | 0 | 0 | 1 | 1       |
| Сибірячка (Красноярськ)                     | 0 | 0 | 1 | 1       |
| Калужанка (Калуга)                          | 0 | 0 | 1 | 1       |

## Команди вищої ліги
враховані матчі завершених сезонів
легенда
 — команда ставала, щонайменше Чемпіоном
 — команда ставала віце-чемпіоном
 — команда ставала бронзовим призером
| команда            | команда           | сезони | сезони                     | Результати виступів | Результати виступів | Результати виступів | Результати виступів | Результати виступів | Результати виступів | Результати виступів | Примітки                                    |
| назва              | місто             | #      | роки                       | Іг                  | В                   | Н                   | П                   | ЗМ                  | ПМ                  | РМ                  | Примітки                                    |
| ------------------ | ----------------- | ------ | -------------------------- | ------------------- | ------------------- | ------------------- | ------------------- | ------------------- | ------------------- | ------------------- | ------------------------------------------- |
| Рязань-ВДВ         | Рязань            | 23     | 1997—2020                  | 401                 | 205                 | 67                  | 129                 | 773                 | 492                 | +281                | ВДВ                                         |
| Чертаново          | Москва            | 22     | 1992—2007, 2015—2020       | 406                 | 134                 | 65                  | 207                 | 495                 | 767                 | —272                | СКІФ (Малаховка) СКІФ-Феміна Чертаново-СКІФ |
| Краснодар          | Краснодар         | 18     | 1992, 1996—2001, 2010—2020 | 335                 | 97                  | 55                  | 183                 | 306                 | 541                 | —235                | Седін-Шісс Кубаночка                        |
| Енергія            | Воронеж           | 17     | 1992—2004, 2008—2012       | 340                 | 228                 | 41                  | 71                  | 875                 | 285                 | +590                | Енергія-XXI століття                        |
| Лада               | Тольятті          | 14     | 1994—2006, 2009            | 258                 | 134                 | 37                  | 87                  | 527                 | 376                 | +151                |                                             |
| Росіянка           | Хімки, МО         | 14     | 2004—2017                  | 252                 | 165                 | 42                  | 45                  | 664                 | 219                 | +445                |                                             |
| Зірка-2005         | Перм              | 14     | 2006—2020                  | 247                 | 152                 | 35                  | 60                  | 515                 | 222                 | +293                |                                             |
| ЦСКА ВПС           | Самара            | 13     | 1992—2004                  | 255                 | 182                 | 38                  | 33                  | 677                 | 166                 | +511                |                                             |
| Єнісей             | Красноярськ       | 10     | 1992—1997, 2017—2020       | 197                 | 78                  | 29                  | 90                  | 236                 | 257                 | —21                 | Сибірячка                                   |
| Волжанка           | Чебоксари         | 8      | 1992—1996, 2000—2002       | 172                 | 61                  | 24                  | 87                  | 183                 | 251                 | —68                 |                                             |
| Калужанка          | Калуга            | 8      | 1993—1999, 2003            | 156                 | 74                  | 15                  | 67                  | 223                 | 248                 | —25                 | Анненки                                     |
| ЦСП Ізмайлово      | Москва            | 8      | 2007—2014                  | 136                 | 50                  | 18                  | 68                  | 173                 | 204                 | —31                 |                                             |
| ЦСКА               | Москва            | 7      | 1992—1993, 2016—2020       | 126                 | 55                  | 30                  | 41                  | 150                 | 131                 | +19                 |                                             |
| Надія              | Ногінськ, МО      | 7      | 2002—2008                  | 112                 | 53                  | 22                  | 37                  | 207                 | 127                 | +80                 |                                             |
| Спартак            | Москва            | 5      | 1992, 2001—2002, 2005—2006 | 104                 | 44                  | 15                  | 45                  | 165                 | 147                 | +18                 | Спартак-Преображення                        |
| Зоркий             | Красногорськ, МО  | 5      | 2011/2012—2015             | 99                  | 59                  | 13                  | 27                  | 187                 | 110                 | +67                 |                                             |
| Серп і Молотов     | Москва            | 4      | 1992—1995                  | 94                  | 19                  | 24                  | 51                  | 69                  | 133                 | —64                 | СіМ-Росія                                   |
| Текстильник        | Раменське, МО     | 4      | 1992—1993, 1996, 1998      | 88                  | 24                  | 15                  | 49                  | 104                 | 150                 | —46                 |                                             |
| Аврора             | Санкт-Петербург   | 4      | 1992—1994, 2006            | 88                  | 22                  | 18                  | 48                  | 79                  | 163                 | —84                 | Прометей                                    |
| Ідель              | УФА               | 4      | 1995—1998                  | 78                  | 21                  | 9                   | 48                  | 83                  | 185                 | —102                |                                             |
| Мордовочка         | Саранськ          | 4      | 2011/2012—2014             | 73                  | 11                  | 10                  | 52                  | 51                  | 195                 | —144                |                                             |
| Дон-Текс           | Шахти, РО         | 3      | 2000—2002                  | 56                  | 5                   | 5                   | 46                  | 28                  | 105                 | —46                 |                                             |
| Сніжана            | Люберці, МО       | 3      | 1992, 1994—1995            | 54                  | 8                   | 8                   | 38                  | 29                  | 128                 | —99                 |                                             |
| Енергетик-КМВ      | Кисловодськ       | 3      | 1997, 2002—2003            | 50                  | 19                  | 4                   | 27                  | 59                  | 180                 | —121                |                                             |
| Локомотив          | Москва            | 3      | 2018—2020                  | 49                  | 28                  | 12                  | 9                   | 98                  | 26                  | +72                 |                                             |
| Дончанка           | Новошахтинськ, РО | 3      | 2012—2014, 2017            | 48                  | 6                   | 7                   | 35                  | 31                  | 111                 | —80                 |                                             |
| Сююмбіке-Зілант    | Зеленодольськ     | 2      | 1995—1996                  | 44                  | 3                   | 3                   | 38                  | 12                  | 179                 | —167                |                                             |
| МІСІ               | Москва            | 2      | 1994—1995                  | 44                  | 2                   | 8                   | 34                  | 18                  | 131                 | —113                | МІСІ-Біна                                   |
| Росія              | Хотьково, МО      | 2      | 1993—1994                  | 44                  | 2                   | 2                   | 40                  | 16                  | 177                 | —171                |                                             |
| Приаліт            | Реутов, МО        | 2      | 2005—2006                  | 36                  | 12                  | 7                   | 17                  | 54                  | 80                  | —26                 |                                             |
| УОР-Зірка          | Звенигород, МО    | 2      | 2009—2010                  | 36                  | 6                   | 2                   | 28                  | 29                  | 111                 | —82                 |                                             |
| Діана              | Москва            | 2      | 1999—2000                  | 36                  | 5                   | 1                   | 30                  | 23                  | 121                 | —98                 |                                             |
| Торпедо            | Іжевськ           | 2      | 2018—2019                  | 35                  | 1                   | 4                   | 30                  | 9                   | 103                 | —94                 |                                             |
| СКА Ростов-на-Дону | Ростов-на-Дону    | 2      | 2007—2008                  | 34                  | 11                  | 8                   | 15                  | 37                  | 44                  | —7                  |                                             |
| Інтеррос           | Москва            | 1      | 1992                       | 28                  | 17                  | 9                   | 2                   | 54                  | 9                   | +45                 |                                             |
| ІнтерЛенПром       | Санкт-Петербург   | 1      | 1992                       | 28                  | 6                   | 5                   | 17                  | 9                   | 50                  | —41                 |                                             |
| Штурм              | Петрозаводськ     | 1      | 1992                       | 28                  | 4                   | 7                   | 17                  | 10                  | 45                  | —35                 |                                             |
| Русь               | Москва            | 1      | 1993                       | 22                  | 14                  | 4                   | 4                   | 41                  | 13                  | +28                 |                                             |
| КАМАЗ              | Набережні Челни   | 1      | 1996                       | 22                  | 9                   | 1                   | 14                  | 27                  | 39                  | —12                 |                                             |
| Сила               | Санкт-Петербург   | 1      | 1995                       | 22                  | 4                   | 1                   | 17                  | 21                  | 69                  | —48                 |                                             |
| Нєва               | Санкт-Петербург   | 1      | 2005                       | 20                  | 0                   | 0                   | 20                  | 11                  | 94                  | —83                 |                                             |
| Хімки              | Хімки, МО         | 1      | 2007                       | 16                  | 9                   | 0                   | 7                   | 30                  | 29                  | +1                  |                                             |
| Ніка               | Нижній Новгород   | 1      | 2004                       | 16                  | 0                   | 1                   | 15                  | 5                   | 85                  | —80                 |                                             |
| Вікторія           | Бєлгород          | 1      | 2006                       | 16                  | 0                   | 0                   | 16                  | 2                   | 94                  | —92                 |                                             |
| Зеніт              | Санкт-Петербург   | 1      | 2020                       | 14                  | 4                   | 3                   | 7                   | 14                  | 14                  | ±0                  |                                             |

невраховані зіграні, але анульовані результати матчів
| команда    | команда        | сезони | сезони | Результати виступів | Результати виступів | Результати виступів | Результати виступів | Результати виступів | Результати виступів | Результати виступів | Примітки |
| назва      | місто          | #      | рік    | Іг                  | В                   | Н                   | П                   | ЗМ                  | ПМ                  | РМ                  | Примітки |
| ---------- | -------------- | ------ | ------ | ------------------- | ------------------- | ------------------- | ------------------- | ------------------- | ------------------- | ------------------- | -------- |
| Чертаново  | Москва         | 1      | 2014   | 3                   | 0                   | 1                   | 2                   | 2                   | 8                   | —6                  |          |
| Рязань-ВДВ | Рязань         | 1      | 2004   | 2                   | 0                   | 0                   | 2                   | 2                   | 5                   | —3                  |          |
| Зоркий     | Красногорськ   | —      | 2014   | 1                   | 1                   | 0                   | 0                   | 5                   | 0                   | +5                  |          |
| Лада       | Тольятті       | —      | 2004   | 1                   | 1                   | 0                   | 0                   | 3                   | 1                   | +2                  |          |
| Кубаночка  | Краснодар      | —      | 2014   | 1                   | 1                   | 0                   | 0                   | 2                   | 1                   | +1                  |          |
| ЦСК ВПС    | Самара         | —      | 2004   | 1                   | 1                   | 0                   | 0                   | 2                   | 1                   | +1                  |          |
| Росіянка   | Красноармійськ | —      | 2014   | 1                   | 0                   | 1                   | 0                   | 1                   | 1                   | ±0                  |          |

## Команди-учасниці сезону 2018 року
| Команда    | Місце           | Стадіон                         |
| ---------- | --------------- | ------------------------------- |
| Чертаново  | Москва          | Артена Чертаново                |
| Краснодар  | Краснодар       | Стадіон академії Краснодару     |
| ЦСКА       | Москва          | Нові Хімки                      |
| Зеніт      | Санкт-Петербург | Зміна                           |
| Рязань-ВДВ | Рязань          | Центральний спортивний комплекс |
| Локомотив  | Москва          | Спасан Арена                    |
| Зірка-2005 | Перм            | Зірка                           |
| Єнісей     | Красноярськ     | Футбол-арена Єнісей             |